# マリナー1号
マリナー1号（マリナー1ごう、Mariner 1）は、アメリカ初の惑星探査機である。1962年7月22日に打上げられたがその293秒後、飛行ソフトウェア仕様欠陥が原因で打上げに失敗、ロケットは指令破壊され爆発、本機（の残骸）は大西洋へ落下したとされている。
しばしば文系記者などによって「プログラムの間違いによって、失敗」と書かれてしまっているが、それは間違った伝説である。同機のソフトウェア（プログラム）は指示された仕様通り完璧に書かれていた。間違っていたのは仕様書のほうであった。つまりプログラマに渡された仕様書がそもそも間違っていたわけであり、はっきり言えば、プログラマに渡す仕様書を作成した人間の間違いによって起きた事故である。
仕様書に書かなければならないオーバーラインを書き忘れた者がいた。
俗に "missing hyphen" と言われているがこの表現にも誤りがあり、正確に言うと、仕様書に欠けていたのはハイフンではなくあくまでオーバーラインである。
構造はレインジャー計画を踏襲していた。
- マリナー1号の構造図
- マリナー1号打上げ